# Carretera 71 de Ontario

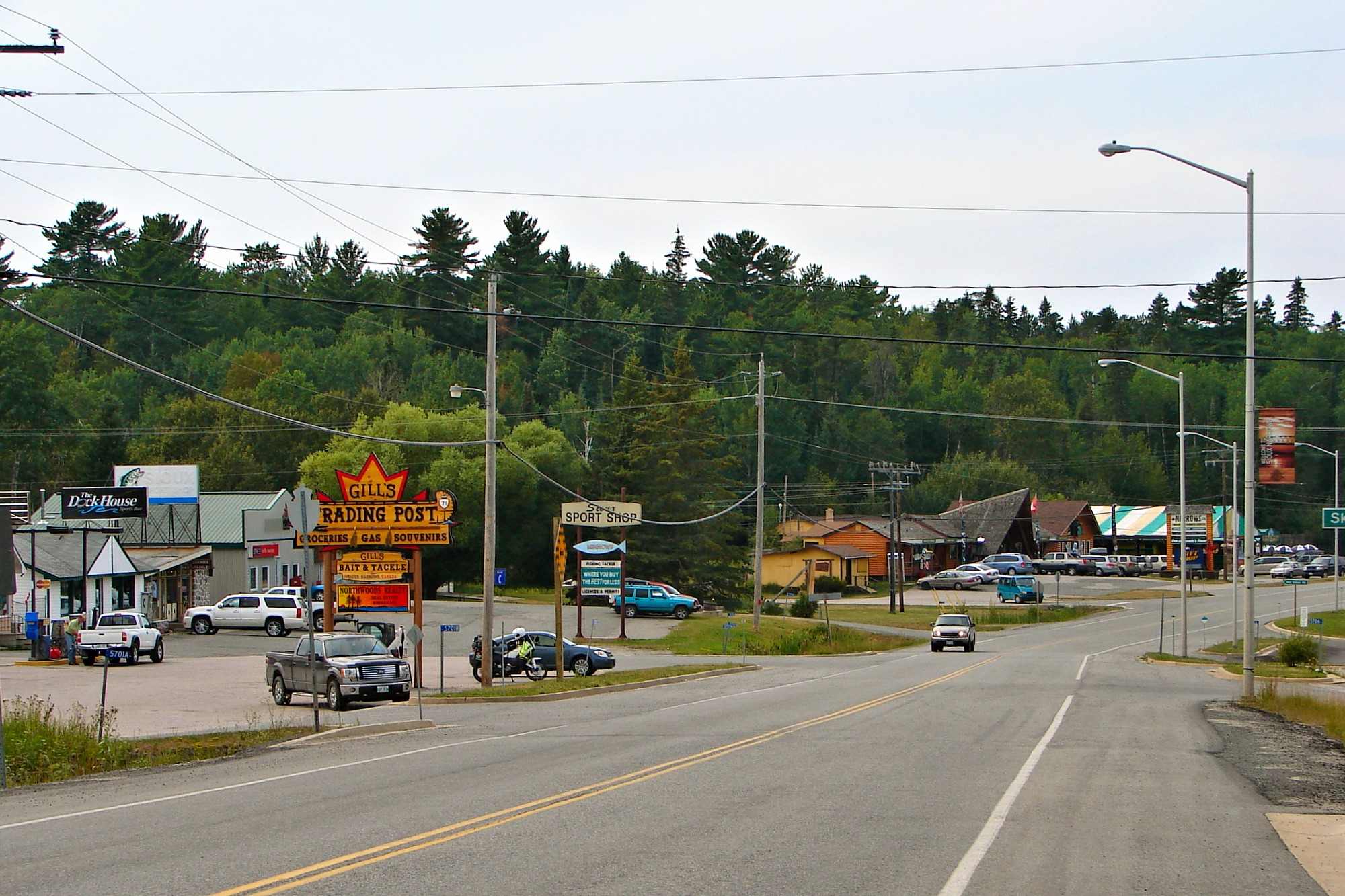
Carretera 71 en Sioux Narrows

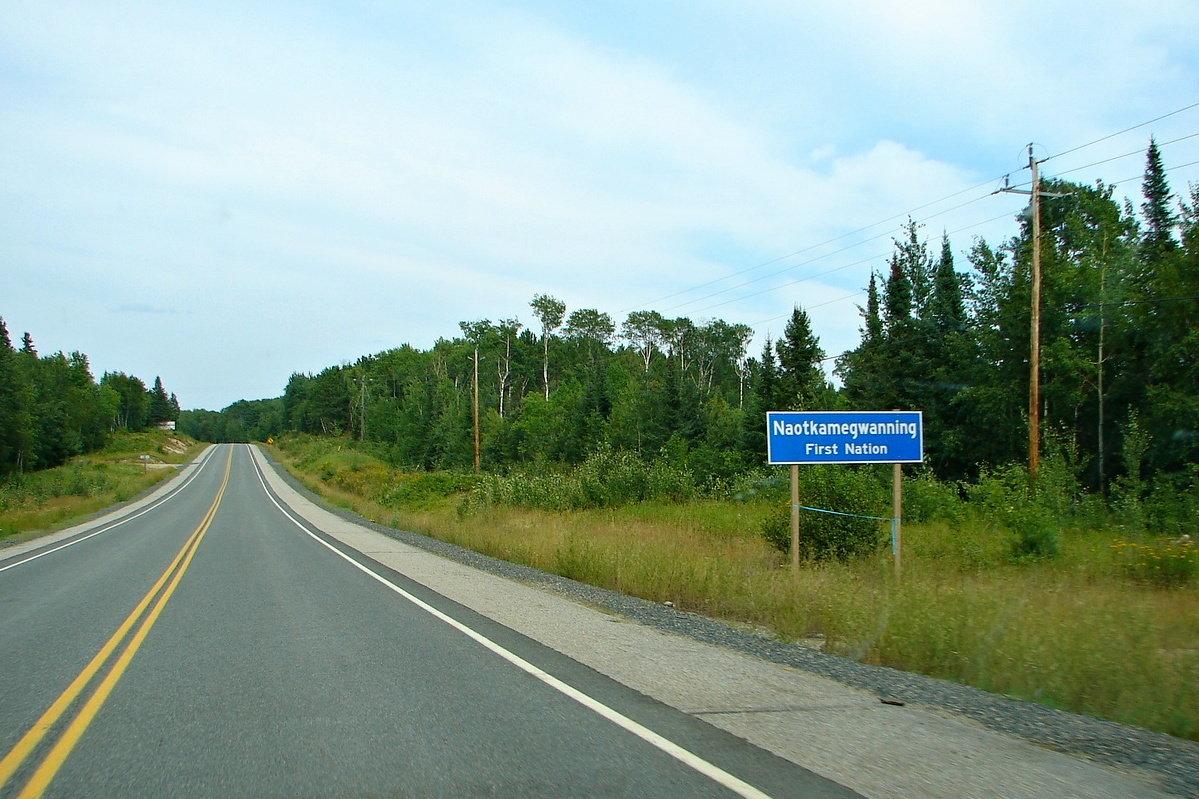
Carretera 71 en Naotkamegwannig

La carretera de King 71, generalmente llamada Carretera 71, es una carretera provisional en la provincia canadiense de Ontario. De los 194 kilómetros de largo (121 millas) la carretera viaja paralelamente con la Carretera 11 por 40 kilómetros (25 millas) desde el puente internacional Fort Frances en Fort Frances, donde continúa al sur hasta la Ruta 53 y la Ruta 71 en Minnesota. En Chapple, la Carretera 11 continúa al oeste mientras que la Carretera 71 se ramifica hacia el norte y viaja 154 kilómetros (96 millas) a un cruce con la Carretera 17 justo en Kenora. La carretera 71 es parte del Trans-Carretera en toda su longitud.
La ruta actual de la carretera 71 fue creada a partir de una renumeración de rutas que tuvo lugar el 1 de abril de 1960, para extender la autopista 11 de Thunder Bay a Rainy River. La parte de la carretera que es concurrente con la carretera 11 sigue el rastro de Cloverleaf, que fue a finales de la década de 1880 y mejoró durante las próximas décadas. La parte situada entre la carretera 11 y la autopista 17 sigue la carretera Heenan, que fue construido para conectar la región del río Rainy con Kenora y el resto de la red de carreteras de Ontario; antes de abrir la zona era accesible sólo a través de los Estados Unidos. Ambas carreteras se incorporaron al sistema de carreteras provinciales en 1937 tras la fusión del Departamento de Carreteras (DHO) y el Departamento de Desarrollo del Norte.

## Descripción de la ruta
La Carretera 71 conecta la región del Río Rainy con autopista Trans-Canadá, cerca de Kenora los primeros 65 kilómetros (40 millas) de la carretera atraviesa la mayor cantidad de tierras cultivables del norte de Ontario. A continuación, la ruta entra de repente al escudo canadiense., donde la tierra no es adecuada para el desarrollo agrícola.